# Larry Graham
Larry Graham, Jr., född 14 augusti 1946 i Beaumont, Texas, är en amerikansk sångare, musiker och låtskrivare. Han är mest känd som basist i det inflytelserika soul- och funkbandet Sly and the Family Stone och som grundare och frontman i bandet Graham Central Station.
Graham anges ofta som den som uppfann "slap and pop"-tekniken för basgitarr. Han spelade vid tillfället i sin mors band och då detta saknade en trummis började Larry imitera bastrumman med tummen (slap) och virveltrumman med fingrarna (pop). Tekniken skulle komma att användas av artister som Bootsy Collins, Les Claypool, Mark King, Flea, Victor Wooten, Jonas Hellborg,  Marcus Miller, Stanley Clarke samt Fishbones John Norwood Fisher.
Graham gick med i Jehovas vittnen 1975 och han anses vara den som förde Prince till samfundet. Under tidigt 1980-tal spelade Graham in fem album som soloartist och hade flera solohits på R&B-listorna, varav den största, crossovern "One in a Million You", nådde som högst en niondeplats på Billboard Hot 100 1980. 
Hans son Darric Graham är låtskrivare och musikproducent, och hans brorson Aubrey Graham är en kanadenisisk rappare och skådespelare, mer känd som Drake.

## Diskografi, solo
Album
- 1980 – One in a Million You
- 1981 – Just Be My Lady
- 1982 – Sooner or Later
- 1983 – Victory
- 1985 – Fired Up